# Deniz Hümmet
Deniz Hümmet (Malmö, 13 settembre 1996) è un calciatore svedese naturalizzato turco, attaccante del Gamba Osaka.

## Caratteristiche tecniche
È un centravanti che può occupare più posizioni sul fronte offensivo.

## Carriera

### Club
Cresciuto nelle giovanili del Malmö FF, ha esordito il 15 novembre 2014 in un match di Coppa di Svezia vinto 2-1 contro l'Halmia. Successivamente è approdato in Francia al Troyes: qui ha giocato alcune partite con la prima squadra (in Ligue 1 e Ligue 2), ma è stato impiegato maggiormente con la seconda squadra del club.
Dopo aver segnato 12 gol con la maglia del Gefle nel corso della Superettan 2017, ha potuto disputare la sua prima stagione nella massima serie svedese con il passaggio al neopromosso Trelleborg, retrocesso però a fine stagione nonostante le 5 reti in 28 partite da lui giocate.
Il contratto con il Trelleborg era valido fino al 2020, ma nel gennaio 2019 è stato acquistato dall'Elfsborg con un accordo quadriennale. In poco più di un anno e mezzo, con i gialloneri ha segnato 3 gol in 36 incontri di Allsvenskan, disputati perlopiù partendo dalla panchina.
Il 25 agosto 2020, ultimo giorno della finestra estiva del mercato svedese, Hümmet è passato in prestito all'Örebro fino alla fine dell'anno. All'esordio ha realizzato una tripletta nel 4-3 contro l'IFK Norrköping, gara decisa al 93' minuto proprio dalla sua terza rete personale di giornata. Ha chiuso la stagione 2020 segnando complessivamente con i bianconeri 5 gol in 12 partite.
Il suo prestito all'Örebro è stato successivamente rinnovato anche per l'intera annata 2021, tuttavia, a campionato in corso, il 1º settembre 2021 Hümmet è stato ufficialmente acquistato a titolo definitivo dai turchi del Çaykur Rizespor che lo hanno ingaggiato con un contratto biennale con opzione per un terzo anno. Qui è rimasto per tutto il campionato 2021-2022, nel quale ha totalizzato 29 presenze e una rete nella massima serie, e per parte della stagione 2022-2023, nella quale ha messo a segno 14 presenze e una rete nel torneo di seconda serie, vista la retrocessione dell'anno precedente.
Il 28 marzo 2023, nell'ultimo giorno di apertura della finestra invernale del calciomercato in Svezia, è tornato a far parte di una squadra svedese con l'ingaggio a titolo definitivo da parte del Kalmar. Qui è rimasto per un'annata nella quale ha realizzato 9 gol in 30 presenze, prima di svincolarsi per fine contratto nonostante la volontà del club di rinnovare.
Il 30 gennaio 2024 è stato ufficializzato il suo ingaggio da parte del Djurgården con un contratto triennale. Con 14 reti in 30 partite è stato il terzo miglior marcatore dell'Allsvenskan 2024. Inoltre, le sue 6 reti in 12 partite nella UEFA Conference League 2024-2025 tra qualificazioni e fase campionato hanno spinto il club verso la qualificazione agli ottavi di finale della competizione, preludio all'approdo in semifinale avvenuto però dopo la sua cessione.
L'8 marzo 2025, infatti, prima dell'inizio del campionato 2025, Hümmet è stato ceduto a titolo definitivo dal Djurgården ai giapponesi del Gamba Osaka.

### Nazionale
Ha giocato nelle nazionali giovanili turche Under-18, Under-19, Under-20 ed Under-21.

## Statistiche

### Presenze e reti nei club
Statistiche aggiornate al 7 luglio 2017.
| Stagione        | Squadra         | Campionato      | Campionato | Campionato | Coppe nazionali | Coppe nazionali | Coppe nazionali | Coppe continentali | Coppe continentali | Coppe continentali | Altre coppe | Altre coppe | Altre coppe | Totale | Totale | Totale |
| Stagione        | Squadra         | Comp            | Pres       | Reti       | Comp            | Pres            | Reti            | Comp               | Pres               | Reti               | Comp        | Pres        | Reti        | Pres   | Reti   |        |
| --------------- | --------------- | --------------- | ---------- | ---------- | --------------- | --------------- | --------------- | ------------------ | ------------------ | ------------------ | ----------- | ----------- | ----------- | ------ | ------ | ------ |
| 2014-2015       | Malmö FF        | A               | 0          | 0          | SC              | 1               | 0               |                    | -                  | -                  |             | -           | -           | 1      | 0      |        |
| 2014-2015       | Troyes          | L2              | 3          | 0          | CF+CdL          | 0               | 0               |                    | -                  | -                  |             | -           | -           | 3      | 0      |        |
| 2015-2016       | Troyes          | L1              | 6          | 0          | CF+CdL          | 1+0             | 0               |                    | -                  | -                  |             | -           | -           | 7      | 0      |        |
| 2016-2017       | Troyes          | L2              | 1          | 0          | CF+CdL          | 1+1             | 0               |                    | -                  | -                  |             | -           | -           | 3      | 0      |        |
| Totale Troyes   | Totale Troyes   | Totale Troyes   | 10         | 0          |                 | 3               | 0               |                    | -                  | -                  |             | -           | -           | 13     | 0      |        |
| Totale carriera | Totale carriera | Totale carriera | 10         | 0          |                 | 4               | 0               |                    | -                  | -                  |             | -           | -           | 14     | 0      |        |

## Palmarès
- Ligue 2: 1

Troyes: 2014-2015